# Luigi Tandura
Luigi “Nino” Tandura, nome di battaglia "Nibbio" (Vittorio Veneto, 26 aprile 1921 – Premariacco, 28 giugno 1944), è stato un militare e partigiano italiano, insignito della medaglia d'oro al valor militare.

## Biografia
Ex-allievo della Scuola Militare Nunziatella di Napoli, studente in chimica presso l'Università di Padova, venne chiamato alle armi nel 1942 e destinato al fronte russo.
Scampato alla quasi totale distruzione del contingente italiano, riuscì a rientrare in Italia, e venne successivamente destinato al 5º Reggimento Alpini di Merano come allievo ufficiale.
All'atto della firma dell'armistizio di Cassibile, senza esitazioni formò un movimento clandestino operante sotto forma di battaglione della Divisione "Garibaldi-Osoppo" dapprima nel bellunese, poi nelle valli del Natisone con la Divisione d'assalto "Garibaldi - Natisone" (Brigata "Gramsci", numero di matricola 102564). Con questa scelta coraggiosa, seguì le orme del padre Alessandro Tandura, primo paracadutista al mondo in azione di guerra e medaglia d'oro al valor militare e della madre Maddalena Petterle (medaglia d'argento, durante la prima guerra mondiale).
Il 28 giugno del 1944 durante un'azione di guerriglia alla quale partecipa seppur ferito e febbricitante, rimane ucciso mentre copriva la ritirata dei compagni, impegnando da solo il nemico.

## Onorificenze

### Riconoscimenti
- L'Università di Padova, alla quale era iscritto gli ha conferito la laurea ad honorem.